# Артур Кораи
Артур Кораи (мађ. Coray Artur Balthazár) је био мађарски атлетичар који се такмичио на Летњим олимпијским играма 1900. Учествовао је у такмичењу у бацању диска и завршио је једанаести и у такмичењу у бацању кугле где је завршио седми.

## Спортска каријера

### Првенство Мађарске у атлетици
Артур Кораи је као атлетиар био члан будимпештакског атлетског друштва (БЕАК) бавио се бацањем кугле, бацањем копља и бацањем диска.
Одустао је од спорта 1905. због плућне болести и умро 1909. године.

### Летње олимпијске игре
Кореј се такмичио у бацању кугле. Заузео је седмо место са најбољим хитцем од 11,13 метара. У такмичењу у бацању диска, Кореј је био једанаести са најбољим бацањем од 31,00 метар.